# Flughafen Petropawlowsk-Kamtschatski

i7
i11
i13
Der Flughafen Petropawlowsk-Kamtschatski (russisch Аэропорт Петропавловск-Камчатский, IATA-Code: PKC, ICAO-Code: UHPP) ist ein Flughafen in der russischen Region Kamtschatka.
Der Flugplatz befindet sich rund fünf Kilometer südöstlich des namensgebenden Dorfes Jelisowo an der A401.

## Geschichte
Der Flughafen wurde 1948 gegründet. Ab dem Jahre 1950 fanden tägliche Flüge nach Chabarowsk statt. Im Jahre 1957 wurde eine erste künstliche Start- und Landebahn errichtet. Seit 1978 finden Direktflüge nach Moskau statt. Für diese wird eine weitere Piste errichtet. 1995 wurde der Flughafen offiziell als internationaler Flughafen anerkannt. 2016 wurde eine neue Start- und Landebahn eröffnet. Während der Coronapandemie sanken die Passagierzahlen um 27 %.

## Fluggesellschaften und Destinationen
Der Flughafen bedient folgende Fluggesellschaften:
| Fluggesellschaft                  | Destination                                                                                         |
| --------------------------------- | --------------------------------------------------------------------------------------------------- |
| Russland Aeroflot                 | Moskau                                                                                              |
| Russland Aurora Airlines          | Chabarowsk, Juschno-Sachalinsk, Wladiwostok                                                         |
| Russland Kamchatka Air Enterprise | Magadan, Nikolskoje, Ossora, Palana, Sobolewo, Tigil, Tilitschiki, Ust-Kamtschatsk, Ust-Khayryuzovo |
| Russland Rossija                  | Juschno-Sachalinsk                                                                                  |
| Russland S7 Airlines              | Wladiwostok, Nowosibirsk                                                                            |
| Russland Tajga                    | Sewero-Kurilsk                                                                                      |

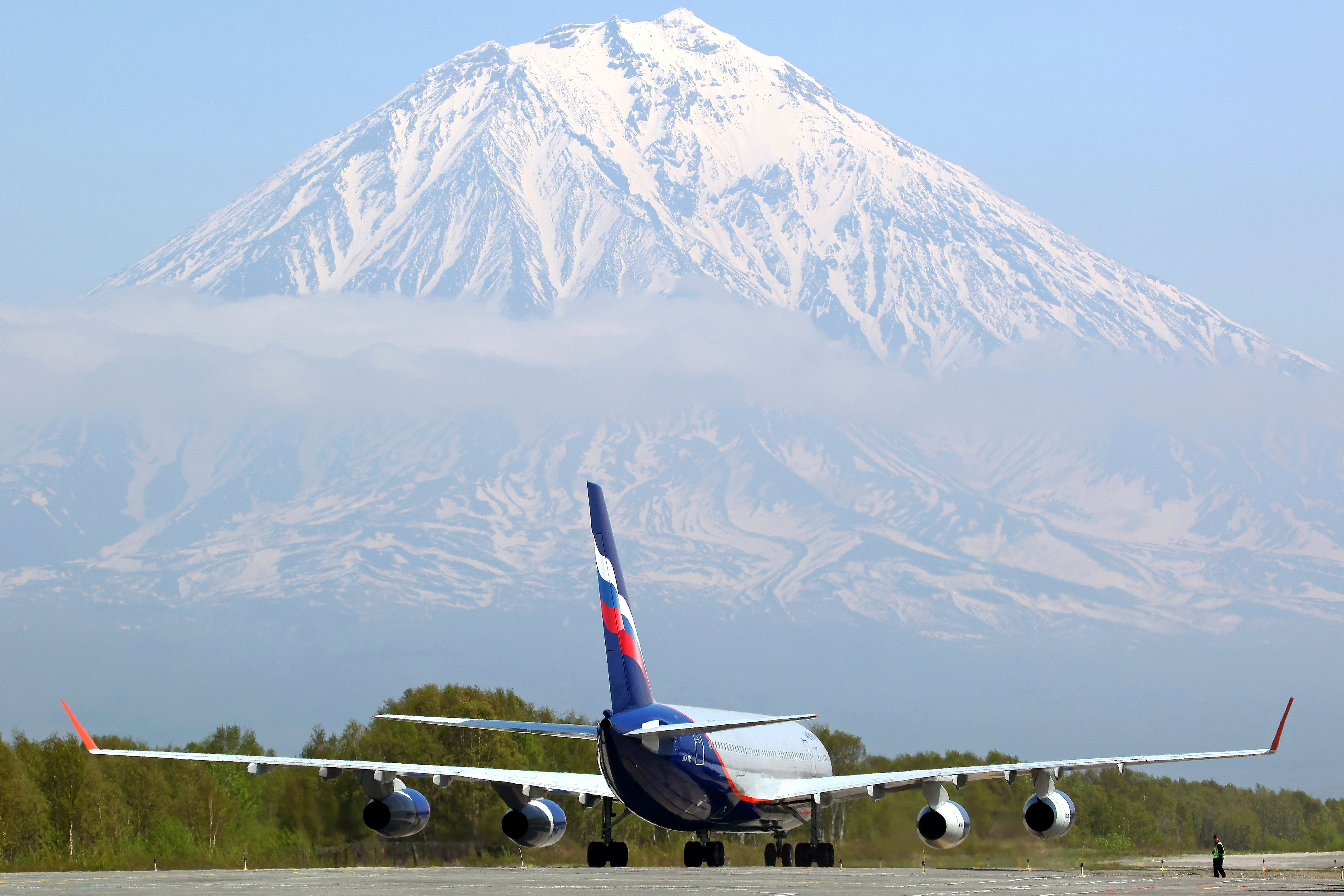
Iljuschin Il-96 der Aeroflot vor Vulkan Korjakskaja Sopka (2011)
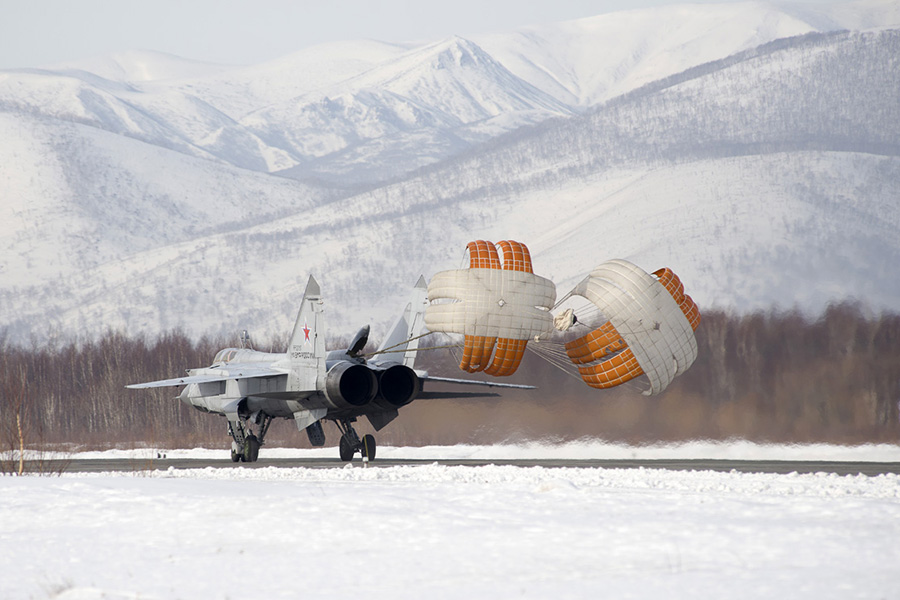
MiG-31 der Marineflieger mit Bremsschirmen (2016)
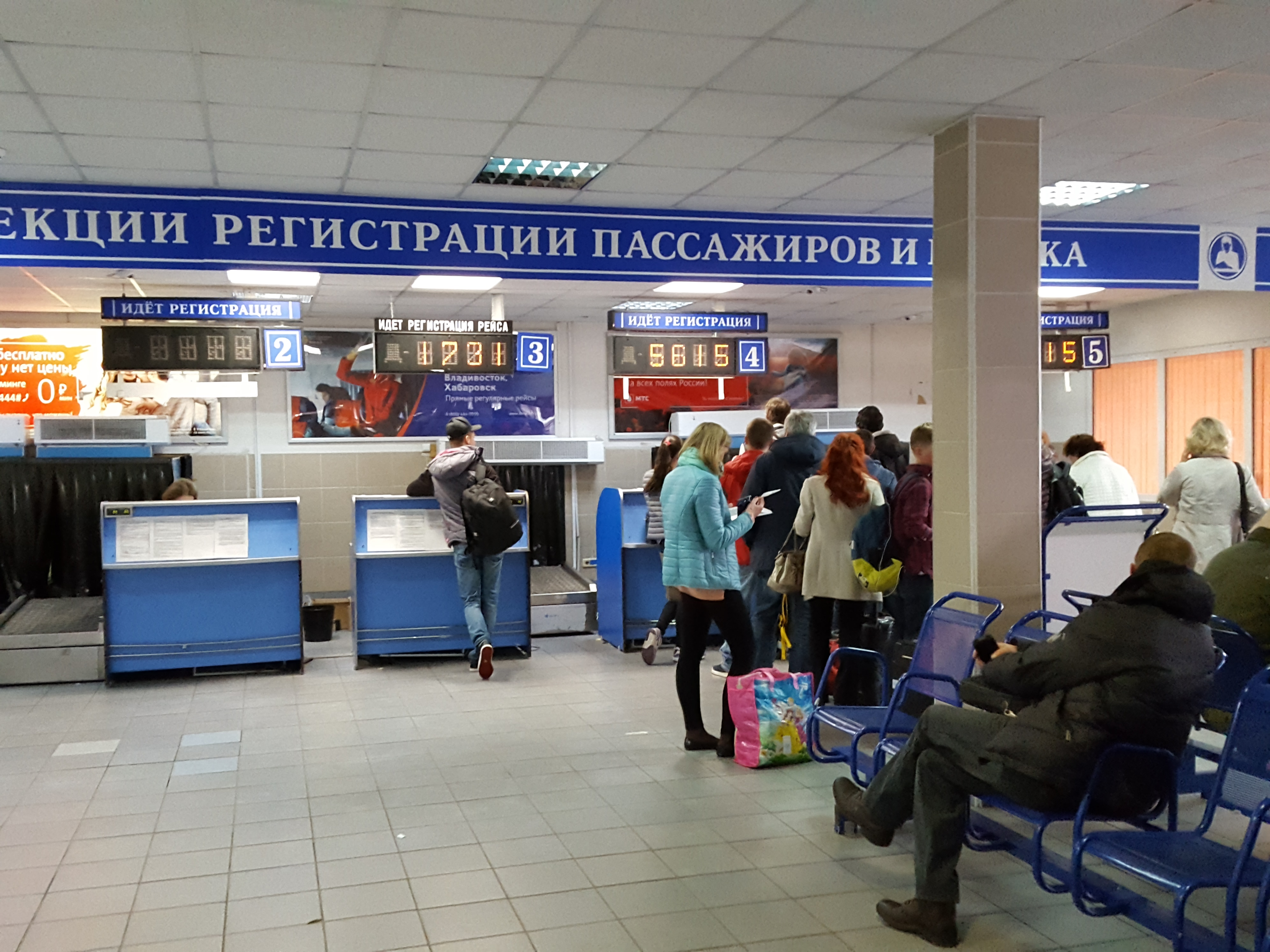
Abfertigungsterminal (2016)